# Ходатайство
Хода́тайство — официальный запрос, прошение или представление к награде, направленное общественной организацией, государственным органом или кем-либо ещё в вышестоящие инстанции.

## Описание
В судебной практике под ходатайством понимается запрос, обращённый к судьям, прокурорам, органам дознания, следователям на принятие решения или совершение неких процессуальных действий. Ходатайство может быть заявлено на любом этапе судебного процесса. Право на ходатайство предоставляется обвиняемым, подозреваемым, гражданским ответчикам, их законным представителям, адвокатам, прокурорам, общественным обвинителям и общественным защитникам, истцам, заявителям, третьим лицам и другим участникам судебного процесса, а также — их представителям, уполномоченным органов государственного управления, профсоюзов, государственных предприятий и иных организаций.
Ходатайство может подаваться любым лицом, учреждением или организацией в порядке судебного надзора для опротестовывания решений, приговоров и постановлений суда, вступивших в законную силу. В ситуации отсутствия оснований для протеста и пересмотра дела, должностное лицо, рассмотревшее ходатайство, должно сообщить об этом инициатору ходатайства (лицу или организации) с обязательным указанием мотивов отказа.
В Российской империи ходатайство пред Его Императорским Величеством представляло собой прошение о смягчении подсудимому наказания в размере, выходящем из пределов судебной власти (т. е. более, чем на две степени) или даже о помиловании подсудимого, вовлеченного в преступление несчастным для него стечением обстоятельств; такие ходатайства возбуждались судом только в чрезвычайных случаях.